# Priscula tunebo
Priscula tunebo är en spindelart som beskrevs av Huber 2000. Priscula tunebo ingår i släktet Priscula och familjen dallerspindlar.
Artens utbredningsområde är Venezuela. Inga underarter finns listade i Catalogue of Life.